# Сырцов, Александр Геннадьевич
Александр Геннадьевич Сырцов (род. 25 апреля 1973) — советский и российский хоккеист, нападающий, защитник. Тренер.

## Биография
Член хоккейной семьи Сырцовых, сын Геннадия Сырцова. Воспитанник воскресенского «Химика». В первенстве СССР дебютировал в сезоне 1990/91 второй лиги в команде «Вятич» Рязань, бывшей фактически фарм-клубом «Химика». В следующем сезоне провёл один матч в чемпионате СССР в составе «Химика» — 16 декабря в гостевом матче против «Торпедо» Усть-Каменогорск (5:7). Сезон 1992/93 провёл в клубе «Марс» Тверь, за «Химик» провёл ещё один матч — 12 сентября против «Динамо» Москва (0:5). В течение следующих трёх сезонов был игроком основного состава «Химика». В сезоне 1996/97 перешёл в ЦСКА. Затем выступал за «Рубин» Тюмень (1997/98, 1998/99), «Кедр» Новоуральск (1997/98 — 1998/99, 1999/2000 — 2000/01), «Гомель» (Белоруссия, 2001/02).
Бронзовый призёр хоккейного турнира зимней Универсиады 1995 года.
Завершил карьеру игрока в 28 лет после третьей операции. В 2005—2015 годах работал в спортшколе «Химика». Тренер команды МХЛ «Атланты» Мытищи (2015/16 — 4 октября 2016). Тренер команды ВХЛ «Химик» Воскресенск (6 ноября 2016—2018/19). Главный тренер команды ВХЛ «Рязань» (2019/20, до 27 ноября). Главный тренер команды НМХЛ «Россошь» (2020/21 — 2021/22). После переезда команды в Нововоронеж — главный тренер «Протона» (2022/23).